# Вулиця Василівська (Слов'янськ)
Вулиця Василівська (колишня Василівська вул., Жовтневої Революції вул.)— вулиця в центрі Слов'янська. Місцевість — Старе Місто. Простягається від вулиці Торгової до Ярослава Мудрого. Перетинається з Ярмарковою, Центральною, Університетською, Банківською, бульваром Лесі Українки. До неї прилучається вулиця Поштова.

## Історія
Виникла у 1840-х роках і слугувала як об'їзна дорога навколо міста до кінця ХІХ століття.
Свою назву отримала через те, що на ній знаходилася баня купця Васильєва. Вулиця простягалася від вулиці Банківської до Сумської (зараз Торгова). 
У 1955 році її перейменували на Жовтневої Революції та покрили бруківкою, до того часу вулиця була ґрунтова. 
До 1960-х Василівська з'єднувалася з Банківською, проте її вирішили продовжити на 500 метрів північніше, до вулиці Урицького (зараз Ярослава Мудрого). Проєкт будівництва розпочався у 1959 — завершився у 1965 році. Обабіч нової ділянки були споруджені типові для того часу цегельні та блокові п'яти-поверхові хрущовки. Також тепер вулиця мала перехрестя з центральним бульваром міста імені Пушкіна. 11 вересня 2015 року на міському обговоренні № 20-LXXXII-6 було вирішено повернути історичну назву.

## Забудова
Оселялися на ній менш заможне купецтво, ніж яке жило на вулиці Банківській чи Дворянській. Хоча на стику з вулицею Поштовою можна зустріти 7 старовинних особняків кінця ХІХ століття, а біля перехрестя з Університетською й досі існує друкарський двір Грушка та особняк Мангеля.  У 1950-х рр. почалася перебудова вулиці, переважно замінювали старі будинки на перехрестях зі центральними вулицями. На їхньому місці споруджували різні будівлі: трьох-поверхові сталінки 1950-х, п'яти-поверховий чеський дім, хрущовки 1960-х, й сучасні багатоповерхівки. Вулицею ходив тролейбус.

### Пам'ятки історії
- № 24б — будинок Кулікова, ХІХ століття.

- № 24а — Чоловіча та жіноча богодільня, ХІХ ст.
- №22 — кам'яниця ХІХ століття.
- № 19 — другий будинок Кулікова, ХІХ ст.
- № 19 кв.5 — кам'яниця прислуги Кулікова, ХІХ ст.
- №19 — дім Дем'янова, ХІХ ст.
- № 21 — дім Смирнова поч. ХХ ст.
- № 47 — друкарня, побудована на початку ХХ століття Грушком. Другий поверх надбудовано у 1960-х роках.